# Морес
Мо̀рес (на италиански и на сардински: Mores) е село и община в Южна Италия, провинция Сасари, автономен регион и остров Сардиния. Разположено е на 366 m надморска височина. Населението на общината е 1982 души (към 2010 г.).